# Octavio Nicolas Derisi
Octavio Nicolas Derisi (1907-2002) est un prélat et philosophe catholique argentin, évêque auxiliaire de La Plata et fondateur de l'Université catholique argentine.

## Biographie
Évêque auxiliaire de La Plata et évêque titulaire de Rhasus (de), recteur-fondateur de l'Université catholique argentine (1958), professeur au séminaire de La Plata depuis 1936, adjoint de T. Casares en philosophie médiévale (1943), professeur de gnoséologie et métaphysique à l'Université de La Plata, professeur de philosophie à l'Université de Buenos Aires, Derisi a fondé la revue thomiste Sapientia (1946) et les revues Revista de filosofia et Universitas. Avec A. Caturelli, il a organisé le premier congrès mondial de Philosophie chrétienne.
Derisi est le plus important représentant argentin du néo-thomisme. Dans la ligne de thomistes tels que Jacques Maritain, Réginald Garrigou-Lagrange ou Étienne Gilson, il critique la philosophie moderne qui interdit toute philosophie de l'être. Réfutant l'ontologie de Heidegger, il pense que « l'oubli de l'être » imputé  par Heidegger à la métaphysique ne concerne pas la philosophie de l'esse de Thomas d'Aquin. Reprenant la théorie thomiste de l'abstraction, il considère l'intelligence comme une présence douée d'intentionnalité et dont l'objet (la connaissance) est l'étant en tant qu'immatériel. Pour Derisi, l'âme humaine qui est forme pure dépourvue de matière, tend vers la spiritualité qui est immatérialité totale.
Partisan de la dictature militaire, il écrit en septembre 1979, en pleine vague d’enlèvement et d'assassinats politiques, dans le journal La Razón : « Je crois que l'Argentine est l'un des pays où il y a le plus de tranquillité et où les droits de l’homme sont les plus respectés. En ce moment, il y a des prisonniers, mais des prisonniers de droit commun, dit le gouvernement, et en tout cas dans le respect de la loi et de la Constitution. Je ne vois pas qu'en Argentine, l'on emprisonne, l'on tue, l'on piétine nulle part les droits de l’homme... De toute manière, je reviens d'Europe et je peux vous assurer qu'en Argentine règne une plus grande tranquillité. En Argentine, une femme peut se promener la nuit en toute sécurité. Je dirais que les droits de l'homme sont en substance défendus en Argentine. » Son attitude est cependant partagée par la plupart des responsables de l’Église : sur quatre-vingt-cinq évêques, seuls cinq se sont opposés à la dictature (dont trois seront assassinés).

## Publications
(en espagnol)
- La constitution essentielle du saint Sacrifice de la Messe, 1930
- La structure noétique de la sociologie, 1938
- Les fondements métaphysiques de l'ordre moral, 4e ed., 1980
- La formation de la personnalité, 1941
- L'éternité et le temps dans l'art, 1942
- La doctrine de l'intelligence d'Aristote à Saint Thomas, 1945
- La philosophie de l'esprit de Benedetto Croce, 1947

## Sources
- (es) « Octavio Nicolás Derisi Lomanto », sur filosofia.org (consulté le 5 mars 2019).
- (en) « Archbishop Octavio Nicolás Derisi », sur catholic-hierarchy.org, avril 2018 (consulté le 5 mars 2019).
- (es) « Falleció monseñor Octavio Derisi, rector honorario de la UCA », La Nación,‎ 22 octobre 2002.
- (es) « A los 95 años, murió monseñor Octavio Derisi », Clarín,‎ 23 octobre 2002.
- (es) « Sepultaron a Derisi en la catedral de La Plata », La Nación,‎ 27 octobre 2002.